# Bolsa Verde
O programa Bolsa Verde foi lançado em 2011 pelo governo Dilma como parte do programa Brasil sem Miséria, e possui como principal objetivo promover a inclusão social de populações em situação de extrema pobreza, aliando a transferência de renda à atividades de conservação ambiental.

## Características
A proposta do programa é incentivar a conservação dos ecossistemas e promover o aumento de renda de famílias em situação de extrema pobreza que desenvolvam atividades de uso sustentável dos recursos naturais no meio rural. Famílias que já participam do programa Bolsa Família e que promoverem ações de conservação ambiental receberão R$ 300 pagos trimestralmente.
O Bolsa Verde tem a coordenação do Ministério do Meio Ambiente e participação direta do Ministério do Desenvolvimento Agrário (MDA) e do Ministério do Desenvolvimento Social (MDS), que fazem uma gestão compartilhada abrangendo o Instituto Chico Mendes de Conservação da Biodiversidade (ICMBio) e Instituto Nacional de Colonização e Reforma Agrária (Incra) como os gestores das áreas selecionadas.
Os principais beneficiários do programa são famílias situadas em reservas extrativistas, assentamentos da reforma agrária e florestas nacionais sendo que, atualmente, cerca de 50 mil famílias já são beneficiadas pelo programa.